# Ludwig Landshoff
Ludwig Landshoff   (Szczecin, 8 de juny de 1874 - Nova York, 20 de setembre de 1941) fou un músic i director d'orquestra alemany.

## Biografia
Va estudiar música sota la direcció de Thuille, Reger i Urban per a composició, Adolf Sandberger, Fleischer i Friedlaender per a musicologia, a les universitats de Múnic i Berlín. Va ser director d'orquestra a teatres de moltes ubicacions com Aquisgrà (1902-1904), Kiel (1912-1913), Breslau (1913-1915), Würzburg (1915-1920) i Hamburg. Es va traslladar a Berlín el 1928, després a Itàlia el 1936, a París el 1938 i a Nova York el 1941, on va passar els darrers mesos de la seva vida.
Del 1918 al 1928 va assumir el càrrec de direcció de la Societat Bach de Múnic. Els seus estudis sobre música vocal dels segles XVII i XVIII són importants. Va escriure cinc volums del llibre Alte Meister des Bel Canto i també ha editat moltes edicions de les obres de J.S. Bach, de C.P.E. Bach, de J.C. Bach. Cap al final de la seva carrera, va fer moltes investigacions sobre la música d'Antonio Vivaldi.
Entre les seves publicacions destaquen: Ueber das vielstimmige Accompagnement und andere Fragen des Generalbasspiels (1919), Alte Meister des Bel canto (1912), Arien wind Gesange von J. Christian Bach und Jos. Haydn (1922), Kammerduette des 17 Jahrh (1927) i Englische Kanzonette von Haydn (1923).
Va tenir un cert interès l'intercanvi de cartes amb el compositor i musicòleg austríac Heinrich Schenker, en què aquest va agrair a Landshoff el seu interès per la teoria analítica de la música proposada per Schenker.